# Stratonice di Siria
Stratonice di Siria (in greco antico: Στρατoνίκη της Συρίας?; fl. III secolo a.C.) è stata una principessa macedone antica.
Fu la figlia del re macedone Demetrio Poliorcete e di sua moglie Fila, figlia di Antipatro, e la sposa prima del sovrano seleucide Seleuco I Nicatore poi di suo figlio Antioco I Sotere.

## Biografia
Nel 300 a.C., quando non poteva avere più di diciassette anni, il sovrano seleucide Seleuco I Nicatore chiese la sua mano, e Demetrio la portò a Rhosus, sulla costa dei Pieri (in Macedonia), dove le sue nozze furono celebrate con la massima magnificenza.
Malgrado la differenza di età (lo sposo aveva circa sessant'anni all'epoca delle nozze), pare che i due sposi abbiano vissuto in armonia per alcuni anni, avendo anche una figlia di nome Fila; quando però Seleuco scoprì che il figlio Antioco, avuto da un precedente matrimonio, era profondamente innamorato della matrigna, decise di cedergliela in sposa, insieme al dominio sulla parte orientale del regno (294 a.C.).
Si sa poco della vita di Stratonice dopo il matrimonio con Antioco. I due ebbero cinque figli: Seleuco (giustiziato per sedizione), Laodice, Apama, Stratonice e Antioco II Teo, che succedette al proprio padre come sovrano. Antioco battezzò in suo onore la città di Stratonicea in Caria.

## Ascendenza
|                       |           |            | Genitori |  |  | Nonni                 |  |  | Bisnonni |  |
|                       |           |            |          |  |  | Antigono I Monoftalmo |  |  | Filippo  |  |
|                       |           |            |          |  |  | Antigono I Monoftalmo |  |  | Filippo  |  |
|                       |           | …          |          |  |  | Antigono I Monoftalmo |  |  |          |  |
| Demetrio I Poliorcete |           |            |          |  |  | Antigono I Monoftalmo |  |  |          |  |
|                       |           | Stratonice | Correo   |  |  |                       |  |  |          |  |
|                       |           | Stratonice | Correo   |  |  |                       |  |  |          |  |
|                       |           | Stratonice | …        |  |  |                       |  |  |          |  |
| Stratonice di Siria   |           | Stratonice |          |  |  |                       |  |  |          |  |
|                       | Antipatro | …          |          |  |  |                       |  |  |          |  |
|                       | Antipatro | …          |          |  |  |                       |  |  |          |  |
|                       | Antipatro | …          |          |  |  |                       |  |  |          |  |
| Fila                  | Antipatro |            |          |  |  |                       |  |  |          |  |
|                       |           | …          | …        |  |  |                       |  |  |          |  |
|                       |           | …          | …        |  |  |                       |  |  |          |  |
|                       |           | …          | …        |  |  |                       |  |  |          |  |
|                       |           | …          |          |  |  |                       |  |  |          |  |